# Le pistole non discutono
Le pistole non discutono è un film western del 1964 diretto da Mario Caiano.

## Trama
Lo sceriffo di Rivertown, Pat Garrett, abbandona la sua neo-moglie in chiesa per catturare una coppia di pericolosi rapinatori di banche.